# Mareig
El mareig és un deteriorament en la percepció espacial i l'estabilitat. A causa que el terme mareig és imprecís, es pot referir a un vertigen, presíncope, desequilibri, o una sensació inespecífica d'estranyesa o no tenir el cap bé.
- El vertigen és la sensació de moviment o de tenir el mateix entorn girant sobre ells. Moltes persones troben el vertigen com molt preocupant i sovint refereixen nàusees i vòmits associats.[4] Representa aproximadament el 25% dels casos de mareigs.[5] A més, els marejos causats per problemes cardíacs freqüentment són d'aquest tipus.[6]
- El desequilibri és la sensació de no poder-se mantenir bé dret o caminant, i més sovint es caracteritza per freqüents caigudes en una direcció específica. Aquesta condició no s'associa sovint amb nàusees o vòmits.
- El presíncope és atordiment, debilitat muscular i sensació de desmai en lloc d'un síncope, en què en realitat s'està desmaiat.
- Els marejos no específics són sovint d'origen mental. És un diagnòstic per exclusió i, de vegades poden ser provocats per hiperventilació.[3]

El mareig és un símptoma comú en diferents tipus de malalties i trastorns, com ara la sinusitis o la otitis, la grip, o la migranya, així com altres causants menys comuns com arrítmies o tumors cerebrals. Un accident cerebrovascular és la causa de marejos aïllat en el 0,7% de les persones que acudeixen a urgències.